# Joulutorttu
Joulutorttu (finlandés lit. "pastelillo de Navidad", sueco jultårta; a veces llamado tähtitorttu "pastelillo estrella") es un dulce navideño finlandés. Tradicionalmente se lo prepara con masa hojaldrada con forma de estrella o molinillo y se rellena con mermelada de ciruela y a menudo se los espolvorea con azúcar impalpable. Los dulces pueden tener otras formas y se puede usar mermelada de manzana en vez de ciruela.
Los joulutorttus son principalmente preparados en Finlandia aunque también se los elabora en Suecia. Los medios de comunicación de Suecia han acusado a las pastelerías de darles forma de cruz esvástica.

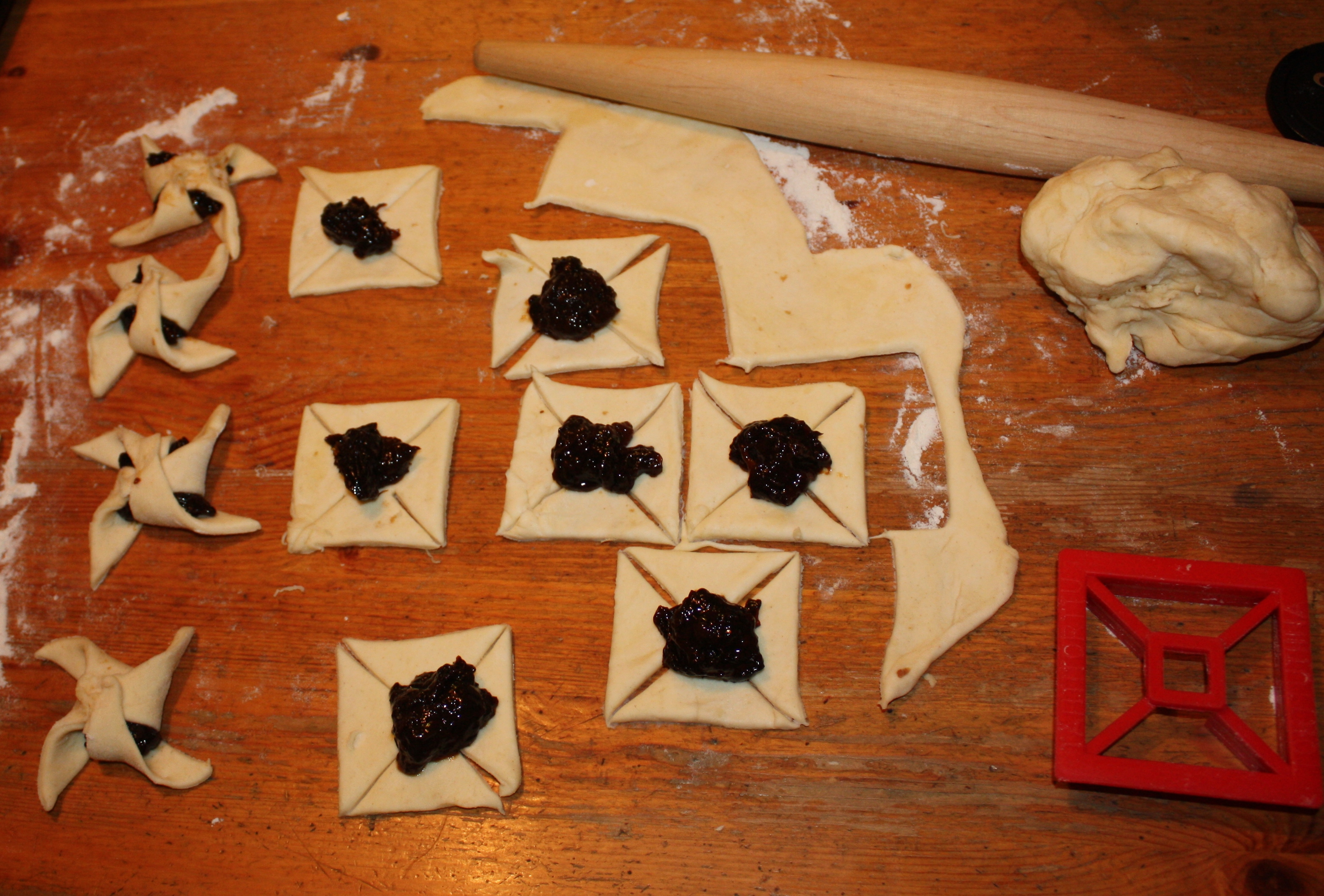
Preparando joulutorttus